# Algoritmo de Wagner-Whitin
O algoritmo de Wagner-Whitin, criado por Harvey M. Wagner e Thomson M. Whitin em 1958, é uma técnica matemática complexa para o dimensionamento de lotes e que faz uma avaliação das várias formas possíveis de se efectuar uma encomenda de maneira a satisfazer as exigências em cada período do horizonte de planeamento (Dicionário, 2008).
Este algoritmo apenas se aplica a produtos com procura determinística discreta, utilizando a programação dinâmica para minimização dos custos associados à gestão dos stocks e para se obter as quantidades óptimas de encomenda (Gestão, 2008).
Existem duas propriedades que a solução óptima deste algoritmo tem de satisfazer (Gonçalves, 2000, p. 32):
1. Uma encomenda só chega quando o nível de stocks atinge o zero.
2. Existe um limite superior para o número de períodos para os quais uma encomenda durará.

O algoritmo de Wagner-Whitin, normalmente é utilizado como benchmark para avaliação de modelos alternativos, pois conduz a soluções óptimas. No entanto, é frequente que se adoptem modelos mais simples para a resolução deste tipo de problemas devido à sua complexidade (Gestão, 2008).

## Formulação de Gonçalves
Para este algoritmo utilizam-se as seguintes variáveis:
- {\displaystyle C_{t,N+1}} = custo do conjunto de encomendas desde o início do período {\displaystyle t} até ao início do período {\displaystyle N+1}. {\displaystyle C_{i,i}=0}  e o início de um período corresponde ao fim do período anterior.

- {\displaystyle E_{t,k}} = custo de uma encomenda que chega no período {\displaystyle t} e que satisfaz a procura até ao início do período {\displaystyle k}.

Equação:
```
            

  

    

      

        

          
C

          

            
t

            
,

            
N

            
+

            
1

          

        

        
=

        
m

        
i

        
n

        

          
{

          

            

              
E

              

                
t

                
,

                
k

              

            

            
+

            

              
C

              

                
k

                
,

                
N

                
+

                
1

              

            

          

          
}

        

      

    

    
{\displaystyle C_{t,N+1}=min\left\{E_{t,k}+C_{k,N+1}\right\}}

  

    

  

    

      

        
t

        
=

        
N

      

    

    
{\displaystyle t=N}

  

, …, 2, 1;  

  

    

      

        
t

        
<

        
k

        
≤

        
N

        
+

        
1

      

    

    
{\displaystyle t<k\leq N+1}

  

```

O custo da solução óptima é dado por {\displaystyle C_{1,N+1}}. Este algoritmo tem início no último período N e repete-se até ao período 1 (Gonçalves, 2000, p. 33).
Para a segunda propriedade, que se justifica pelo facto de um aumento do número de períodos aumentar os custos de posse de tal maneira que é melhor fazer uma nova encomenda, utiliza-se a seguinte expressão (Gonçalves, 2000, p. 33, 38):
```
                       

  

    

      

        
D

        
(

        
t

        
)

        
H

        
≥

        
A

        
⇔

        
D

        
(

        
t

        
)

        
≥

        
A

        

          
/

        

        
H

      

    

    
{\displaystyle D(t)H\geq A\Leftrightarrow D(t)\geq A/H}

  

```

Esta propriedade diz que, quando o custo de posse da quantidade {\displaystyle D(t)} é maior que o custo de encomenda, {\displaystyle A}, então a solução óptima deverá ter uma encomenda que chegue no período {\displaystyle t} (Gonçalves, 2000, p. 38).

## Formulação de Tersine

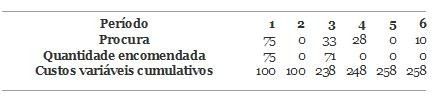

Tersine utiliza uma nomenclatura diferente da de Gonçalves (Tersine, 1988, p. 165):
- {\displaystyle C} = custo de uma encomenda

- {\displaystyle h} = fracção do custo de posse por período

- {\displaystyle P} = custo unitário

- {\displaystyle Q_{ce}} = {\displaystyle \sum _{k=c}^{e}R_{k}}

- {\displaystyle R_{k}} = procura no período {\displaystyle k}

Segundo Tersine (1988, p. 165) este algoritmo resolve-se em três etapas:
1. Para todas as alternativas possíveis de encomendas, para um horizonte de tempo de {\displaystyle N} períodos, calcular a matriz dos custos variáveis totais. Definir {\displaystyle Z_{ce}} como o custo variável total nos períodos {\displaystyle c} a {\displaystyle e}, de fazer uma encomenda no período {\displaystyle c}  que satisfaz as necessidades dos períodos {\displaystyle c}  a {\displaystyle e}
```
      

  

    

      

        

          
Z

          

            
c

            
e

          

        

        
=

        
C

        
+

        
h

        
P

        

          
∑

          

            
i

            
=

            
c

          

          

            
e

          

        

        

          
Q

          

            
c

            
e

          

        

        
−

        

          
Q

          

            
c

            
i

          

        

      

    

    
{\displaystyle Z_{ce}=C+hP\sum _{i=c}^{e}Q_{ce}-Q_{ci}}

  

   

  

    

      

        
1

        
≤

        
c

        
≤

        
e

        
≤

        
N

      

    

    
{\displaystyle 1\leq c\leq e\leq N}

  

```

2. Definir {\displaystyle f_{e}} como o mínimo custo possível nos períodos 1 a {\displaystyle e}. O algoritmo começa com {\displaystyle f_{0}=0} e calcula {\displaystyle f_{1},f_{2},}…, {\displaystyle f_{N}}por esta ordem. O valor de {\displaystyle f_{e}} é calculado usando a fórmula:
```
      

  

    

      

        

          
f

          

            
e

          

        

        
=

        
m

        
i

        
n

        

          
(

          

            

              
Z

              

                
c

                
e

              

            

            
+

            

              
f

              

                
c

                
−

                
1

              

            

          

          
)

        

      

    

    
{\displaystyle f_{e}=min\left(Z_{ce}+f_{c-1}\right)}

  

          

  

    

      

        
c

      

    

    
{\displaystyle c}

  

 = 1, 2, …, 

  

    

      

        
e

      

    

    
{\displaystyle e}

  

```

3. De maneira a traduzir a solução óptima {\displaystyle f_{N}}, obtida pelo algoritmo, em quantidades a encomendar, aplicar o seguinte:
- A encomenda final ocorre no período {\displaystyle w} e é suficiente para satisfazer a procura nos períodos {\displaystyle w} a {\displaystyle N}.

```
      

  

    

      

        

          
f

          

            
N

          

        

        
=

        

          
Z

          

            
w

            
N

          

        

        
+

        

          
f

          

            
w

            
−

            
1

          

        

      

    

    
{\displaystyle f_{N}=Z_{wN}+f_{w-1}}

  

```

- A penúltima encomenda ocorre no período {\displaystyle v} e é suficiente para satisfazer a procura nos períodos {\displaystyle v} a {\displaystyle w}.

```
      

  

    

      

        

          
f

          

            
w

            
−

            
1

          

        

        
=

        

          
Z

          

            
v

            
w

            
−

            
1

          

        

        
+

        

          
f

          

            
v

            
−

            
1

          

        

      

    

    
{\displaystyle f_{w-1}=Z_{vw-1}+f_{v-1}}

  

```

- A primeira encomenda ocorre no período 1 e é suficiente para satisfazer a procura nos períodos 1 até {\displaystyle {u-1}}.

```
      

  

    

      

        

          
f

          

            
u

            
−

            
1

          

        

        
=

        

          
Z

          

            
1

            
u

            
−

            
1

          

        

        
+

        

          
f

          

            
0

          

        

      

    

    
{\displaystyle f_{u-1}=Z_{1u-1}+f_{0}}

  

```

Exemplo da aplicação deste algoritmo (Tersine, 1988, p. 166):
Um artigo tem um custo unitário de 50 UM, custo de encomenda de 100 UM e uma fracção do custo de posse por período de 0,02. Suponha-se que o nível das existências, no início do período 1, é zero e as procuras são as seguintes:
| Período | 1  | 2 | 3  | 4  | 5 | 6  |
| ------- | -- | - | -- | -- | - | -- |
| Procura | 75 | 0 | 33 | 28 | 0 | 10 |

A matriz dos custos variáveis totais é calculada da seguinte maneira:
{\displaystyle Z_{11}} = 100 + 1(75 – 75) = 100
{\displaystyle Z_{12}} = 100 + 1[(75 – 75) + (75 – 75)] = 100
{\displaystyle Z_{13}} = 100 + 1[(108 – 75) + (108 – 75) + (108 – 108)] = 166
{\displaystyle Z_{14}} = 100 + 1[(136 – 75) + (136 – 75) + (136 – 108) + (136 – 136)] = 250
{\displaystyle Z_{15}} = 100 + 1[(136 – 75) + (136 – 75) + (136 – 108) + (136 – 136) + (136 – 136)] = 250
{\displaystyle Z_{16}} = 100 + 1[(146 – 75) + (146 – 75) + (146 – 108) + (146 – 136) + (146 – 136) + (146 – 146)] = 300
{\displaystyle Z_{22}} = 100 + 1(0 – 0) = 100
{\displaystyle Z_{23}} = 100 + 1[(33 – 0) + (33 – 33)] = 133
{\displaystyle Z_{24}} = 100 + 1[(61 – 0) + (61 – 33) + (61 – 61)] = 189
{\displaystyle Z_{25}} = 100 + 1[(61 – 0) + (61 – 33) + (61 – 61) + (61 – 61)] = 189
{\displaystyle Z_{26}} = 100 + 1[(71 – 0) + (71 – 33) + (71 – 61) + (71 – 61) + (71 – 71)] = 229
{\displaystyle Z_{33}} = 100 + 1(33 – 33) = 100
{\displaystyle Z_{34}} = 100 + 1[(61 – 33) + (61 – 61)] = 128
{\displaystyle Z_{35}} = 100 + 1[(61 – 33) + (61 – 61) + (61 – 61)] = 128
{\displaystyle Z_{36}} = 100 + 1[(71 – 33) + (71 – 61) + (71 – 61) + (71 – 71)] = 158
{\displaystyle Z_{44}} = 100 + 1(28 – 28) = 100
{\displaystyle Z_{45}} = 100 + 1[(28 – 28) + (28 – 28)] = 100
{\displaystyle Z_{46}} = 100 + 1[(38 – 28) + (38 – 628) + (38 – 38)] = 120
{\displaystyle Z_{55}} = 100 + 1(0 – 0) = 100
{\displaystyle Z_{56}} = 100 + 1[(10 – 0) + (10 – 10)] = 110
{\displaystyle Z_{66}} = 100 + 1(10 – 10) = 100

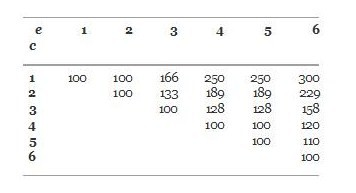
Matriz dos custos variáveis totais

O mínimo custo possível nos períodos 1 a {\displaystyle e} é determinado da seguinte maneira (Tersine, 1988, p. 167):

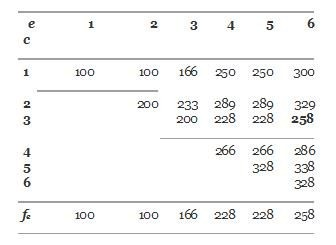
Alternativas dos custos variáveis totais

{\displaystyle f_{0}=0}
{\displaystyle f_{1}=min\left(Z_{11}+f_{0}\right)} = (100 + 0) =           100
{\displaystyle f_{2}=min\left(Z_{12}+f_{0},Z_{22}+f_{1}\right)=min\left(100+0,100+100\right)} = 100
{\displaystyle f_{3}=min\left(Z_{13}+f_{0},Z_{23}+f_{1},Z_{33}+f_{2}\right)=min\left(166+0,133+100,100+100\right)} = 166
{\displaystyle f_{4}=min\left(Z_{14}+f_{0},Z_{24}+f_{1},Z_{34}+f_{2},Z_{44}+f_{3}\right)=min\left(250+0,189+100,128+100,100+166\right)} = 228
{\displaystyle f_{5}=min\left(Z_{15}+f_{0},Z_{25}+f_{1},Z_{35}+f_{2},Z_{45}+f_{3},Z_{55}+f_{4}\right)=min\left(250+0,189+100,128+100,100+166,100+228\right)} = 228
{\displaystyle f_{6}=min\left(Z_{16}+f_{0},Z_{26}+f_{1},Z_{36}+f_{2},Z_{46}+f_{3},Z_{56}+f_{4},Z_{66}+f_{5}\right)=min\left(300+0,229+100,158+100,120+166,110+228,100+228\right)} = 258
Neste exemplo, {\displaystyle f_{6}=f_{N}} é a combinação de {\displaystyle Z_{36}} e {\displaystyle f_{2}}, deste modo a última encomenda é efectuada no período 3 e vai satisfazer as necessidades dos períodos 3 a 6; {\displaystyle f_{2}} é a combinação de {\displaystyle Z_{12}} e {\displaystyle f_{0}}, deste modo a encomenda é feita no período 1 e vai satisfazer as necessidades dos períodos 1 a 2. A programação óptima das encomendas e os custos variáveis cumulativos são os seguintes (Tersine, 1988, p. 168):